# Радянсько-палестинське військове співробітництво

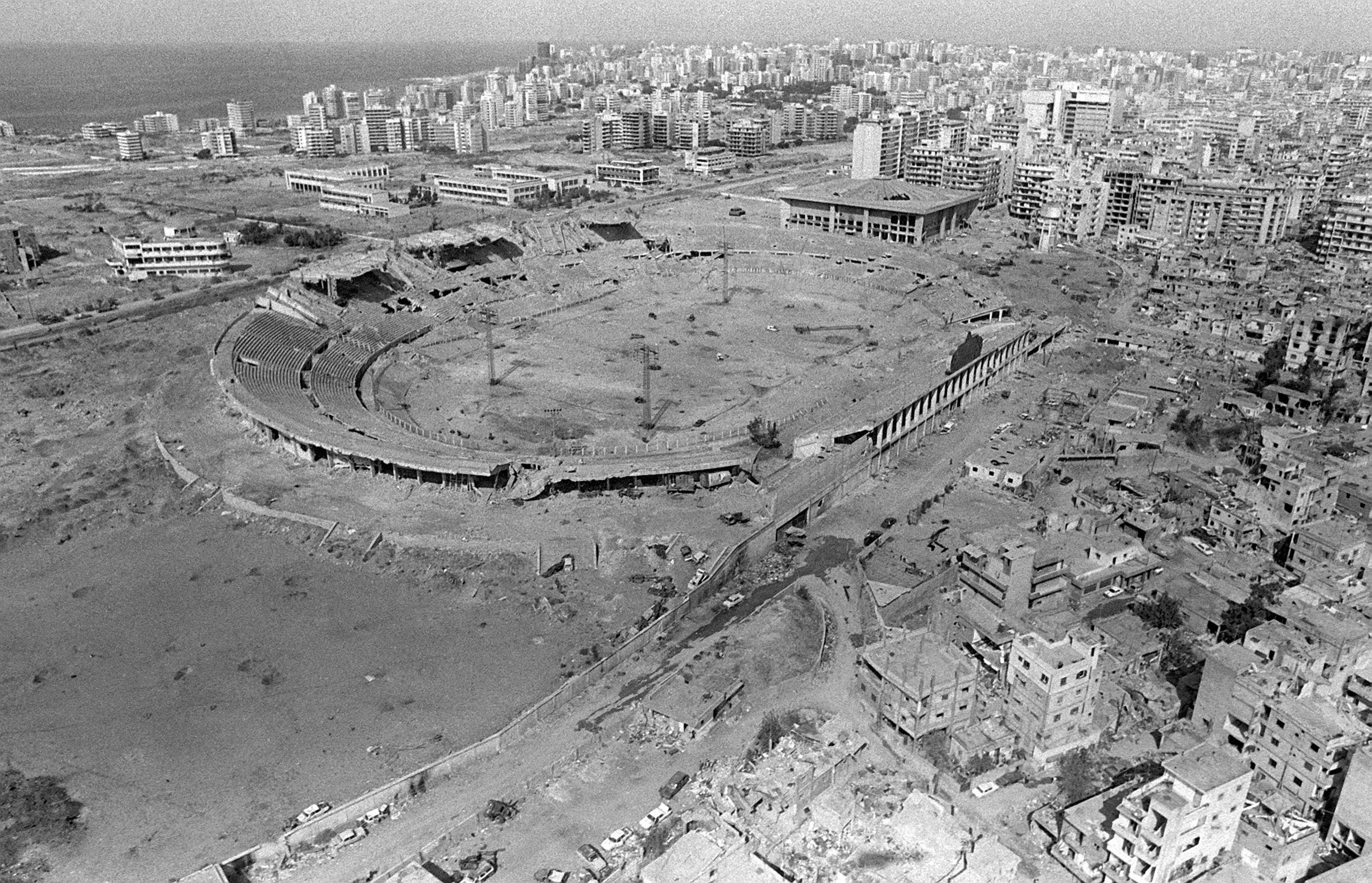
Розбомблений ізраїльською авіацією стадіон у Бейруті, за повідомленнями західних розвідок, використовувався як перевалочний пункт для постачання ОВП радянською зброєю

Радянсько-палестинська військова співпраця полягала в постачанні озброєння для Організації визволення Палестини (ООП) та навчанні її бойовиків, відряджених для навчання у радянських військових навчальних закладах. Активна допомога СРСР палестинським угрупованням почалася невдовзі після різкого погіршення радянсько-ізраїльських відносин, переорієнтації ізраїльської зовнішньої політики з СРСР на західні капіталістичні країни, насамперед США, і початку активної ізраїльської військової експансії[що?]] на Близькому Сході.

## Передумови надання радянської допомоги палестинському народу
Відповідно до Єгошуа Пората, після Першої арабо-ізраїльської війни (1947-1949) до Сирії та Лівану бігло багато арабів з території колишньої Палестини:268. "У міру наростання ізраїльської агресії в Палестині", - пише професор Йоркського університету Г. Адельман, - Сирія та Йорданія стали основними місцями втечі для палестинських біженців :121. Іона Александер простежує витоки палестинського національно-визвольного руху після втечі палестинського цивільного населення на сирійські землі, і саме в Сирії та Лівані на початку 1950-х сформувалися палестинські партизанські організації. Створювалися вони палестинськими студентами, які спочатку групувалися у воєнізовані молодіжні гуртки:271. Становлення ізраїльської державності стало стимулом до консолідації як арабського оточення, а й численної арабської популяції у самому Ізраїлі, що стала основою майбутніх національно-визвольних рухів:253. Створення держави Палестини, на думку професора близькосхідної історії Бірзейтського університету Нафеза Наззаля, по-перше, повернуло б розкиданих по всьому арабському світу (і далеко за його межами) палестинців на батьківщину, а по-друге, усунуло б саму причину їхньої повстанської боротьби Ізраїль:83. Але, як зазначає А. Гарфінкль, ні в Ізраїлі, ні в США, не вважали за потрібне зважати на інтереси арабів, в місцях проживання палестинських біженців повільно але вірно створювалося вогнище напруженості:386.
Як зазначає Яніс Стайн, Президент Сирії Х. Асад і лідер Організації звільнення Палестини Ясір Арафат були двома ключовими союзниками СРСР на Близькому Сході, тому виглядає цілком логічним те, що в Кремлі вживали заходів на підтримку палестинців:8.

## Навчання палестинців у радянських військових навчальних закладах
Із середини 1960-х в СРСР на постійній основі здійснювалося навчання військовослужбовців, відряджених Організацією звільнення Палестини для навчання у радянських військових навчальних закладах. Їхня підготовка за спеціальністю «Командир взводу/роти спеціальної розвідки» здійснювалася головним чином у 165-му навчальному центрі з підготовки іноземних військовослужбовців, що розташовувався в Криму (УРСР). Існування цього центру та напрями бойової та спеціальної підготовки не були секретом для західних військових аналітиків.